# الإشراف على مذاهب العلماء
الإشراف على مذاهب العلماء.صنفه أبو بكر محمد بن إبراهيم ابن المنذر النيسابوري مختصر من كتابه الأوسط في السنن والإجماع والاختلاف، ومع هذا فإنه أكمل كتاب في موضوعه، وهو يجمع أصول الشريعة من الآيات القرآنية، والأحاديث الصحيحة، ويجمع إجماع العلماء واختلافهم من عصر الصحابة إلى أتباع التابعين ومن بعدهم إلى عصره، ويرجح ما يتبين له راجحا بالدليل دون تقيد بآراء الرجال ولا بأقوالهم.
يحتوي على جميع الأبواب الفقهية من أولها إلى آخرها، التي تساعد في معرفة الكتب والأبواب الناقصة في «كتاب الأوسط» الأصل لكتاب الإشراف على مذاهب العلماء.